# Crucibulum (schimmelgeslacht)
Crucibulum  is een geslacht van schimmels. De typesoort is Crucibulum vulgare. Later is deze soort hernoemd naar Crucibulum laeve. De familie is nog niet met zekerheid bepaald (Incertae sedis).

## Soorten
Volgens Index Fungorum telt het geslacht acht soorten (peildatum april 2022):
| Soortnaam                                      | Auteur(s)          | Publicatiejaar |
| ---------------------------------------------- | ------------------ | -------------- |
| Crucibulum albosaccum                          | Lloyd              | 1922           |
| Crucibulum crucibuliforme (Geel nestzwammetje) | (Scop.) V.S. White | 1902           |
| Crucibulum cyathiforme                         | H.J. Brodie        | 1971           |
| Crucibulum cylindricum                         | (Willd.) Wettst.   | 1886           |
| Crucibulum juglandicola                        | (Schwein.) De Toni | 1888           |
| Crucibulum laeve                               | (Huds.) Kambly     | 1936           |
| Crucibulum parvulum                            | H.J. Brodie        | 1970           |
| Crucibulum simile                              | Massee             | 1891           |